# Sistema di numerazione gallese
Il sistema di numerazione gallese è il sistema di numerazione utilizzato nella lingua gallese. Esso è di tipo vigesimale, cioè a base venti, come nei numeri francesi da 60 a 99, in cui i numeri da 11 a 14 sono "x su/oltre dieci", da 16 a 19 sono "x su/oltre quindici" (sebbene 18 sia maggiormente indicato come "due nove" nel senso di "due volte nove"); i numeri da 21 a 39 sono "da 1 a 19 su/oltre 20", 40 è "due volte venti", 60 è "tre volte venti", ecc.....
Esiste anche un sistema di conteggio a base decimale, che è ampiamente utilizzato, specialmente nel gallese patagonico, in cui i numeri sono "x dieci y" unità, ad esempio: trentacinque in base 10 corrisponde a tri deg pump (tre-dieci cinque) mentre in base vigesimale è pymtheg ar hugain (quindici – nella forma "cinque-dieci" – su venti).

## Numerali
| Numero        | Sistema vigesimale                                          | Sistema decimale       |
| ------------- | ----------------------------------------------------------- | ---------------------- |
| 0             | dim                                                         | dim                    |
| 1             | un                                                          | un                     |
| 2             | dau (m), dwy (f)                                            | dau (m), dwy (f)       |
| 3             | tri (m), tair (f)                                           | tri (m), tair (f)      |
| 4             | pedwar (m), pedair (f)                                      | pedwar (m), pedair (f) |
| 5             | pum(p)                                                      | pum(p)                 |
| 6             | chwe(ch)                                                    | chwe(ch)               |
| 7             | saith                                                       | saith                  |
| 8             | wyth                                                        | wyth                   |
| 9             | naw                                                         | naw                    |
| 10            | deg, deng                                                   | deg, deng              |
| 11            | un ar ddeg ("uno su dieci")                                 | un deg un              |
| 12            | deuddeg, deuddeng                                           | un deg dau/dwy         |
| 13            | tri/tair ar ddeg                                            | un deg tri/tair        |
| 14            | pedwar/pedair ar ddeg                                       | un deg pedwar/pedair   |
| 15            | pymtheg, pymtheng                                           | un deg pump            |
| 16            | un ar bymtheg ("uno su quindici")                           | un deg chwech          |
| 17            | dau/dwy ar bymtheg                                          | un deg saith           |
| 18            | deunaw ("due nove")                                         | un deg wyth            |
| 19            | pedwar/pedair ar bymtheg                                    | un deg naw             |
| 20            | ugain                                                       | dau ddeg               |
| 21            | un ar hugain ("uno su venti")                               | dau ddeg un            |
| 22            | dau/dwy ar hugain                                           | dau ddeg dau/dwy       |
| 23            | tri/tair ar hugain                                          | dau ddeg tri/tair      |
| 24            | pedwar/pedair ar hugain                                     | dau ddeg pedwar/pedair |
| 25            | pump ar hugain                                              | dau ddeg pump          |
| 26            | chwech ar hugain                                            | dau ddeg chwech        |
| 27            | saith ar hugain                                             | dau ddeg saith         |
| 28            | wyth ar hugain                                              | dau ddeg wyth          |
| 29            | naw ar hugain                                               | dau ddeg naw           |
| 30            | deg ar hugain ("dieci su venti")                            | tri deg                |
| 31            | un ar ddeg ar hugain                                        | tri deg un             |
| 32            | deuddeg ar hugain                                           | tri deg dau            |
| ecc.          |                                                             |                        |
| 40            | deugain ("due venti")                                       | pedwar deg             |
| 41            | deugain ac un ("due venti e uno")                           | pedwar deg un          |
| 50            | hanner cant ("mezzo cento")                                 | pump deg               |
| 51            | hanner cant ac un                                           | pum deg un             |
| 60            | trigain ("tre venti")                                       | chwe deg               |
| 61            | trigain ac un                                               | chwe deg un            |
| 70            | deg a thrigain ("dieci su tre venti")                       | saith deg              |
| 71            | un ar ddeg a thrigain ("uno su dieci su tre venti")         | saith deg un           |
| 80            | pedwar ugain ("quattro venti")                              | wyth deg               |
| 81            | pedwar ugain ac un                                          | wyth deg un            |
| 90            | deg a phedwar ugain ("dieci e quattro venti")               | naw deg                |
| 91            | un ar ddeg a phedwar ugain ("uno su dieci e quattro venti") | naw deg un             |
| 100           | can(t)                                                      | can(t)                 |
| 200           | dau gant                                                    | dau gant               |
| 300           | tri chant                                                   | tri chant              |
| 400           | pedwar cant                                                 | pedwar cant            |
| 500           | pum cant                                                    | pum cant               |
| 600           | chwe chant                                                  | chwe chant             |
| 1000          | mil                                                         | mil                    |
| 2000          | dwy fil                                                     | dwy fil                |
| 1 000 000     | miliwn                                                      | miliwn                 |
| 1 000 000 000 | biliwn                                                      | biliwn                 |

## Variazione nella forma
Vi sono alcune variazioni regolamentate nella forma dei numerali sia di natura sintattica sia di natura fonologica. Ad esempio, ci sono forme maschili e femminili dei numeri "due" (dau e dwy), "tre" (tri e tair) e "quattro" (pedwar e pedair), che devono concordare con il genere grammaticale degli oggetti che sono conteggiati. I numerali per "cinque", "sei" e "cento" (pump, chwech e cant) presentano anche forme ridotte (pum, chwe, can) quando precedono l'oggetto che essi stanno contando. I termini per "dieci", "dodici" e "quindici" (deg, deuddeg, pymtheg) presentano le forme alternative deng, deuddeng, pymtheng utilizzate prima delle nasali (che possono costituire il risultato di una mutazione) e, occasionalmente, delle vocali; queste forme stanno divenendo meno comuni. 
I numerali cambiano come ci si aspetta sulla base delle normali regole di mutazione consonantica; alcuni numerali impongono anche delle mutazioni in alcune parole seguenti (si veda di seguito per i dettagli).

## Uso del sistema decimale
Il sistema decimale è ampiamente utilizzato, ma ne è piuttosto poco comune l'impiego per date ed età. I numeri grandi, comunque, tendono ad essere espressi con questo sistema, ad esempio 1965 mil, naw cant chwe deg pump. Riferendosi agli anni, d'altra parte, si indica la cifra delle migliaia, seguita da cifre singole, ad esempio 1965 mil naw chwe(ch) pump. Questo sistema sembra interrotto per gli anni dopo il 2000, ad esempio il 2005 è dwy fil a phump.

## Uso con i sostantivi
Con i numerali è utilizzata la forma singolare del nome, ma con numeri grandi è permesso l'uso di una forma alternativa, in cui il numerale è seguito da o ("di") con il plurale del sostantivo.  Tranne quando si usa questa forma plurale, il sostantivo è posizionato immediatamente dopo il numero, ma prima di ogni parte del numero aggiunta utilizzando, nel sistema tradizionale, la particella ar ("su").
I sostantivi possono anche mutare se seguono molti numerali.  Un impone la lenizione (o ammorbidimento; in gallese treiglad meddal) dei sostantivi femminili, eccetto quelli che iniziano con "ll" e "rh", ma non i sostantivi maschili.  Dau e dwy entrambi impongono la lenizione (ll e rh inclusi). Tri (ma non tair) e chwe impongono la mutazione aspirata. Parecchi numeri più grandi (pum, saith, wyth, deng deuddeng e pymtheng) impongono la mutazione nasale quando sono usati con blynedd ("anni").  È la parte del numero immediatamente antecedente il sostantivo a determinare ogni eventuale mutazione del sostantivo stesso. Nella forma plurale con o, la mutazione dolce è utilizzata come è la norma dopo o.
L'esempio seguente illustra quanto sopra descritto:
| Un | ci   | ar | bymtheg  | ar | hugain |
| Un | cane | su | quindici | su | venti  |

| Un  | ar | bymtheg  | ar | hugain | o  | gŵn  |
| Uno | su | quindici | su | venti  | di | cani |

| Tri | deg   | chwe | chi  |
| Tre | dieci | sei  | cane |

| Tri | deg   | chwech | o  | gŵn  |
| Tre | dieci | sei    | di | cani |